# Альт-Эмпорда
Альт-Эмпорда́ (исп. Alto Ampurdán, кат. Alt Empordà) — район (комарка) в Испании, входит в провинцию Жирона в составе автономного сообщества Каталония.

## Муниципалитеты
1. Агульяна
2. Альбанья
3. Ла-Арментера
4. Авиньонет-де-Пучвентос
5. Баскара
6. Бьюре
7. Боаделья-дель-Ампурдан
8. Боррасса
9. Кабанельяс (Жирона)
10. Кабанас
11. Кадакес
12. Кантальопс
13. Капмань
14. Кастельон-де-Ампуриас
15. Систелья
16. Колера
17. Дарниус
18. Ла-Эскала
19. Эсполья
20. Эль-Фар-д’Эмпорда
21. Фигерас
22. Фортия
23. Гарригелья
24. Гарригас
25. Ла-Жункера
26. Льядо
27. Льянса
28. Льерс
29. Масарак
30. Масанет-де-Кабреньс
31. Мольет-де-Пералада
32. Навата
33. Ордис
34. Палау-де-Санта-Эулалия
35. Палау-Сабардера
36. Пау
37. Педрет-и-Марза
38. Пералада
39. Пон-де-Молинс
40. Понтос
41. Эль-Порт-де-ла-Сельва
42. Портбоу
43. Рабос
44. Риуморс
45. Росас
46. Сан-Клементе-Сасебас
47. Сан-Льоренс-де-ла-Муга
48. Сан-Мигель-де-Флувья
49. Сан-Мори
50. Сан-Педро-Пескадор
51. Санта-Льогая-де-Альгема
52. Саус
53. Ла-Сельва-де-Мар
54. Сьюрана
55. Террадес
56. Торроэлья-де-Флувья
57. Ла-Важоль
58. Вентальо
59. Виласакра
60. Вилабертран
61. Виладамат
62. Вилафан
63. Вилажуига
64. Виламаколум
65. Виламалья
66. Виламанискле
67. Виланан
68. Вилаур